# أنوك ياي
أنوك ياي (بالإنجليزية: Anok Yai)‏ (20 ديسمبر 1997) عارضة أزياء أمريكية من أصل سوداني جنوبي، تعتبر أنوك هي أول عارضة أزياء صاحبة بشرة سوداء تفتتح عرض أزياء برادا لخريف وشتاء 2019 بعد 20 عاماً من قيام العارضة الشهيرة ناعومي كامبل في عام 1997 ، وفي نفس الوقت هي أول عارضة من أصول سودانية جنوبية تفتتح عرض برادا على الإطلاق. تعد ياي حاليًا واحدة من أفضل الموديلات «الـ 50» من قبل موديل.كوم، أيضًا اكسبها تواجدها على مواقع التواصل الاجتماعي شهرة أكبر، إعجابًا كبيرًا على منصة انستغرام (250.6k + متابع).

## نشأتها
ولدت في القاهرة وانتقلت عائلتها إلى مانشستر، نيو هامبشاير عندما كانت في الثانية من عمرها. والدتها ممرضة وأبوها يعمل في جمعية أختام عيد الفصح؛ شقيقتها عليم هي مديرة لها ومستشارة مالية. تخرجت من مدرسة مانشستر الثانوية الغربية وتحضر جامعة ولاية بليموث تدرس الكيمياء الحيوية،

## مسيرتها المهنية
اكتشفت ياي في أكتوبر عام 2017 خلال أسبوع العودة إلى جامعة هوارد، على يد مصور محترف طلب التقاط صورتها. قام بنشر الصورة على انستغرام، حيث جمع أكثر من 20.000 «إعجاب» ، وطُلب من وكالات التصميم، بما في ذلك آي إم جي مودلز ، التواصل معها. أختارت في النهاية التوقيع مع Next Model Management ، التي اتصلت بها يوميًا لعدة أسابيع. في غضون 4 أشهر، أصبحت أول عارضة أزياء سودانية تفتتح عرض برادا للأزياء، والذي يعتبر أعلى إنجاز لها، كما ظهرت في حملة برادا ربيع وصيف 2018 وحملة نايك التي صممها جيفنشي ريكاردو تيسي.

## روابط خارجة
- أنوك ياي على موقع موديل.كوم
- أنوك ياي على إنستغرام